# Killer Queen
«Killer Queen» — песня английской рок-группы Queen из альбома Sheer Heart Attack, написана вокалистом группы Фредди Меркьюри. Композиция также была выпущена как сингл. Песня стала первым хитом группы, достигнув второго места в хит-параде Великобритании в 1975 году. На пластинке была использована только сторона «А», на неё же записана песня «Flick of the Wrist» (автор Фредди Меркьюри). Также «Killer Queen» была записана на сингл к песне «Who Wants to Live Forever».
Меркьюри говорил, что на него оказали влияние записи Beatles, Beach Boys и (по части слов) Ноэл Кауард. Лишь после записи слов он написал музыку. Запись примечательна искусно сделанными 4 голосными вставками (в основном в припевах, но иногда и в куплетах) и тщательно разработанным гитарным соло Брайана Мэя.

## История и запись песни
Меркьюри отметил, что он написал текст перед мелодией и музыкой, в то время как он обычно делал наоборот. Он заявил, что песня о высококлассной  девушке по вызову. В первом куплете песни цитируется фраза, традиционно приписываемая Марии-Антуанетте : «Если у них нет хлеба, пусть едят пирожные, — говорит она, — прямо как Мария-Антуанетта». "Killer Queen" сохранила сущность фирменного звучания Queen, особенно в его точных вокальных гармониях.
Вместо рояля, как было до этого, Меркьюри использовал для записи песни обычное пианино, чтобы придать песне стиль водевиля. Кроме пианино, электрогитары, ударной установки и бас-гитары использовались несколько других ударных инструментов, таких как треугольник и бар чаймс.

## Кавер-версии
- Группа Travis сделала кавер-версию песни для своего сингла «Sing».
- Группа Sum 41 исполнила песню для трибьют-альбома Killer Queen: A Tribute to Queen в 2001 году.

## Видеоклип

Кадр из клипа к песне

Клип записан на студии BBC. Собой он представляет обычное выступление группы, такие клипы являлись обычными для того времени. Декорации клипу довольно яркие — на заднем плане стоит несколькоступенчатая блестящая металлическая пирамида, в которой отражаются многочисленные яркие разноцветные прожектора, а по бокам стоят металлические прутья с многочисленными синими лампочками. Клип начинается с показа главного барабана с изображением герба группы, а затем, когда начинает петь Меркьюри, показывается он сам. Он одет в шубу и бело-серые шелковые штаны, носит несколько перстней и резиновый напульсник на правой руке, а на левой руке у него несколько браслетов. Его ногти чёрного цвета на левой руке. Когда он начинает петь, то держит микрофон стойкой вверх. Со словами «Caviar and cigarettes» он встает и можно увидеть всех остальных музыкантов. Все они одеты более торжественно, чем в других клипах или на концертах. Все носят пиджаки, рубашки и брюки. Тэйлор одет в голубую рубашку, и как в других клипах, рукава у него засучены чтобы руки были свободны. Также, на правой руке у него белый напульсник. Мэй носит белый пиджак с белой рубашкой и чёрные брюки. Дикон одет в серый костюм и чёрный со светлым узором галстук. Во время гитарных соло крупным планом показывается гитара Red Special Мэя. Клип к этой песне — одно из ярчайших видео группы эпохи глэм-рока.

## Чарты
| Позиция | 23 | 5 | 3 | 2 | 2 | 5 | 9 | 29 | 35 | 35 | 39 | 39 |

| Позиция | 98 | 92 | 89 | 79 | 70 | 60 | 50 | 40 | 32 | 26 | 22 | 18 | 14 | 13 | 12 | 12 | 32 | 56 | 64 |

| Позиция | 28 | 11 | 08 | 05 | 03 | 03 | 06 | 10 | 16 | 25 | 39 |

| Позиция | 07 | 07 | 07 | 07 | 06 | 05 | 05 | 04 | 05 | 04 | 06 | 05 | 06 | 09 | 08 | 08 | 08 |

| Позиция | 17 | 19 | 1 | 15 |

| Хит-парад (1975)                    | Позиция |
| ----------------------------------- | ------- |
| Канада (RPM Year-End)               | 132     |
| США (Billboard Top Popular Singles) | 78      |